# Аккордеон с клавиатурой Кравцова
Музыкальный инструмент из семейства готово-выборных аккордеонов с модифицированной в 1981 году профессором Н. А. Кравцовым органно-фортепианной клавиатурой, размещённой в устройстве как правой, так и в левой выборной клавиатуре инструмента.

## Отличия от традиционного аккордеона
1. Позволяет исполнить любое оригинальное произведение для клавишного хроматического инструмента без изменения авторского текста (включая сочинения для баяна).
2. Сохраняет навыки игры и аппликатуры для органно-фортепианной клавиатуры, в партиях для правой и левой руки аккордеониста они становятся едиными.
3. Размещение клавиатуры системы Кравцова в левой выборной конструкции инструмента приводит к изучению только двух клавиатурных систем (вместо существующих традиционных трёх).
4. Упрощает обучение и процесс игры на аккордеоне.

## Особенности и история создания

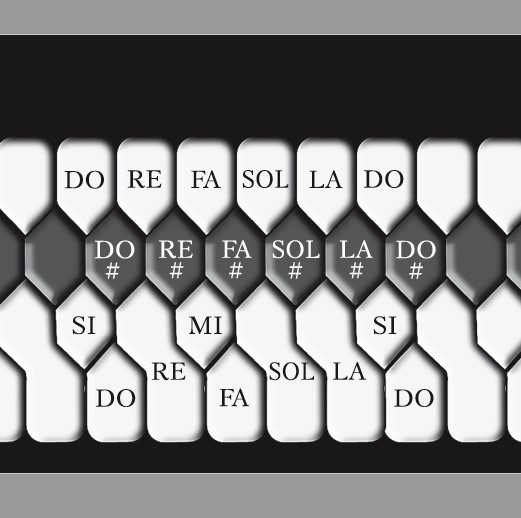
Схема правой клавиатуры системы Кравцова

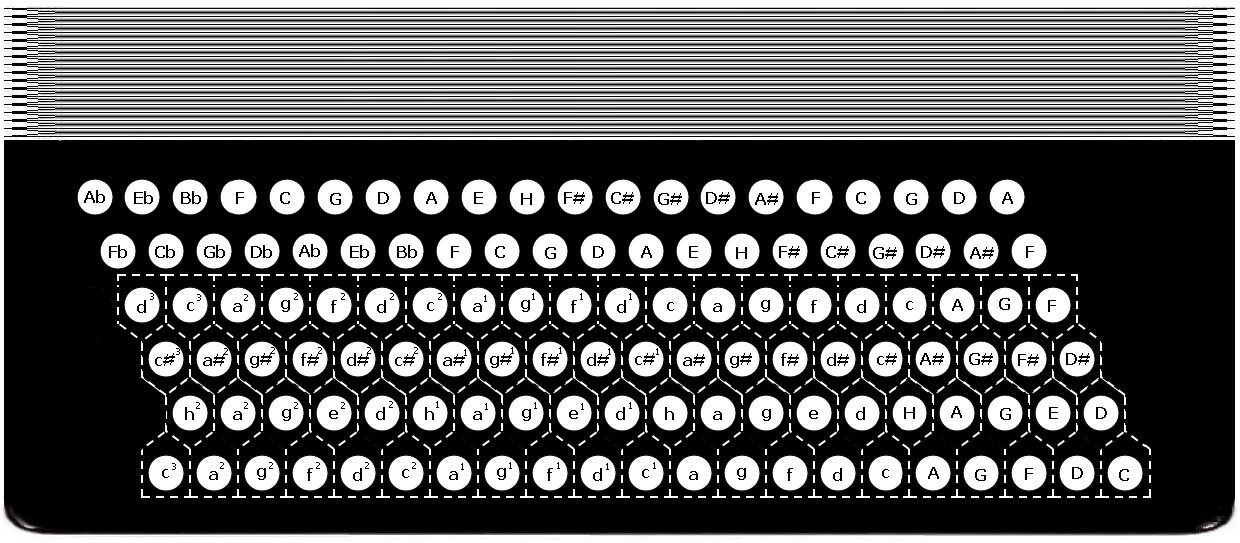
Схема левой клавиатуры системы Кравцова

Проведённая Кравцовым модернизация органно-фортепианной клавиатуры с целью «сжатия» площади размещения клавиш октавы, позволила сохранить игровые традиции и исполнительские достижения композиторов и пианистов прошлого и создала условия для успешного овладения аккордеонистом оригинального баянного репертуара.
Генетическое родство конструкций клавиатуры Кравцова и традиционной рояльной, позволяет аккордеонисту доучиваться, а не переучиваться игре на инструменте, улучшает эргономические условия в исполнительском процессе, создаёт новые возможности для унификации аппликатур в различных тональностях, упрощает процесс обучения, повышает его эффективность. Всё это обеспечивает быструю адаптацию в период перехода игры исполнителя на модернизированную клавиатуру.
Самый первый готово-выборный аккордеон был изготовлен в Ленинграде 1981 году на фабрике музыкальных инструментов «Красный Партизан» (мастер Б. В. Шитов, комплект голосов изготовлен мастером И. В. Корниным, конструктор Е. А. Либман, главный инженер М. Д. Иванов). Этот инструмент находится сегодня в экспозиции Музея музыкальных инструментов в Шереметьевском дворце в Санкт-Петербурге (Россия).
В 1985 году был создан второй готово-выборный аккордеон с ломаной декой (cossotto) «Аврора» (мастер Б. В. Шитов, конструктор М. И. Перцовский, главный инженер М. Д. Иванов). Позднее на этом инструменте Кравцов записал произведение С. Губайдуллиной «Семь слов Христа на кресте», где первым из аккордеонистов исполнил баянную партию.

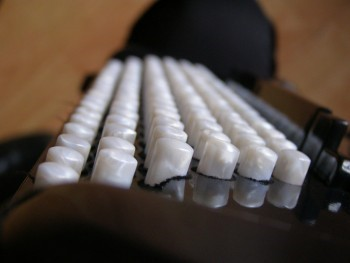
Для удобства игры большим пальцем левая клавиатура выполнена ступенчато

Сегодня в мире изготовлено свыше 70-ти аккордеонов системы Кравцова на фабриках: «Красный Партизан» (г. Ленинград), Victoria Accordions (Кастельфидардо, Италия) Ballone Burini (Cita di Castelfidardo, Italia), Zonta (г. Молодечно, Республика Беларусь). На этих инструментах молодые музыканты выиграли свыше 90 международных, всероссийских, открытых и региональных конкурсов. Их подготовкой занимались профессора В. И. Голубничий, Ю. Е. Гуревич, Г. В. Мамайков (все г. Нижний Новгород), Вэн Чуань (Китай), доцент О. В. Бычков (г. Санкт-Петербург), преподаватели: А. В. Готьянский (г. Сызрань), Е. С. Суслов (г. Арзамас), Зане Лудборжа (г. Резекне, Латвия), Станимир Стоянов (г. Велико Тырново, Болгария), и сам изобретатель профессор Н. А. Кравцов (г. Санкт-Петербург). Сегодня игре на инструменте Кравцова обучают в Санкт-Петербургском государственном институте культуры, Нижегородской государственной консерватории имени М. И. Глинки, СУ «Емильян Станев» гр. Велико Тырново (Болгария).

## Список трудов Н. А. Кравцова по теме «аккордеон Кравцова»

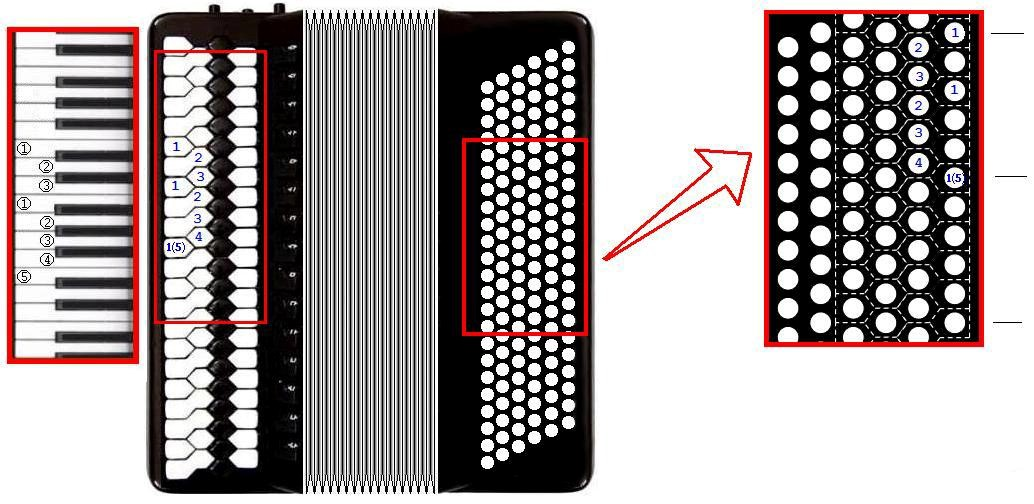
Пример единой аппликатуры для правой и левой клавиатуры

2.	Кравцов Н. А. Усовершенствование органно-фортепианной клавиатуры аккордеона и назревшие проблемы гармонно-баянного исполнительства: дис. канд. искусствоведения: 17.00.02 / Кравцов Николай Александрович; [ЛГИТМиК]. — Л., 1982. — 223 с. — Библиография: с. 216—223.

3.	Кравцов Н.А Взаимосвязь мировоззренческой идейно-воспитательной подготовки студентов с практикой народного музыкального творчества// Формирование научного мировоззрения студентов вуза культуры. — Л., 1983. — Т.83. С.127-133

4.	Кравцов Н. А. Усовершенствованная клавиатура аккордеона в учебно-исполнительской практике//Музыкальные дисциплины в вузе культуры: Вопросы методики преподавания. — Л., 1984. — Т .93. -С.91-101

5.	Кравцов Н. А., Соколов В. П., Богданов Ю. Б. Совершенствование методов обучения игровой ориентации инструмента (готово-выборный аккордеон)// Музыкальные дисциплины в вузе культуры: Вопросы методики преподавания. — Л., 1984. — Т .93. -С.161-181

6.	Кравцов Н.А В. В. Андреев и гармоника// Творческое наследие В. В. Андреева и практика самодеятельного инструментального исполнительства. — Л., 1988. -Т.121. — С.5965

7.	Свидетельство на полезную модель № 20984. Клавишный механизм пневматического язычкового клавишного музыкального инструмента. Дмитриев Владимир Владимирович. Кравцов Николай Александрович. По заявке № 200001333282. Дата поступления 22.12.2000. Приоритет от 27.12.2000. Зарегистрировано в государственном реестре полезных моделей Российской Федерации. Москва, 10 декабря 2001 г.

8.	Пат. 2172984 Российская Федерация, МПК7 G10D11/00, G10D11/02 Клавишный механизм пневматического язычкового клавишного музыкального инструмента / Н. А. Кравцов, В. В. Дмитриев; заявитель патентообладатель Кравцов Николай Александрович, Дмитриев Владимир Владимирович. — № 2000130122/12. заявлено 28.11.2000 ; опубликовано 27.08.2001, Бюллетень № 9. С. 2. : ил.

9.	Пат. 2172985 Российская Федерация, МПК7 G10D11/00, G10D11/02. Клавишный механизм пневматического язычкового клавишного музыкального инструмента / Н. А. Кравцов, В. В. Дмитриев; заявитель и патентообладатель Кравцов Николай Александрович, Дмитриев Владимир Владимирович. — № 2000130123/12. заявлено 28.11.2000 ; опубликовано 27.08.2001, Бюллетень № 9. с.4. : ил.

10.	Свидетельство на полезную модель № 20984. Клавишный механизм пневматического язычкового клавишного музыкального инструмента. Дмитриев Владимир Владимирович. Кравцов Николай Александрович. По заявке № 200001333282. Дата поступления 22.12.2000. Приоритет от 27.12.2000. Зарегистрировано в государственном реестре полезных моделей Российской Федерации. Москва, 10 декабря 2001 г.

11.	Кравцов Н. А. Усовершенствование клавиатуры аккордеона и повышение уровня подготовки специалистов в вузе // Художник и время: феномен восприятия и интерпретации в искусстве. Сборник материалов конференции. — Краснодар. — Геленджик. Вып.1, 2004, С.71

12.	Кравцов Н. А. Модернизация клавиатурных систем аккордеона // Вопросы инструментоведения: Статьи и материалы. СПб., Вып.5, ч."., 2004, С. 99-103

13.	Кравцов Н. А. Функциональность в музыке, внутренняя форма и проблемы интерпретации // Академические тетради. Вып.3. Музыкальное развитие студента. Инновационные идеи и перспективы [текст]: межвуз. сб. науч. ст. — Самара: Самарская государственная академия культуры и искусств,2004, С.42-53

14.	Кравцов Н. А. Аккордеон XXI века / Н. А. Кравцов. — СПб. : Издательство «MСT», 2004. — 124 с.

15.	Пат. 71021 Российская Федерация, МПК G10C3/12. Клавиатура музыкального инструмента / Н. А. Кравцов; заявитель и патентообладатель Кравцов Николай Александрович. — № 2007126941/22 заявлено 04.07.2007; опубликовано 20.02.2008, Бюллетень № 5. — 2 с. : ил.

16.	Кравцов Н. А. Система клавиатур органно-фортепианного типа для аккордеона // Баян: история, теория, практика, методика, творчество, психология исполнительства, педагогика, образование: сборник / ред. кол.: И. В. Мациевский, В. В. Бычков; Челябинская государственная академия культуры и искусств, Российский институт истории искусств. — СПб.; Челябинск, 2009. — С. 43-52

17.	Кравцов Н. А. Система клавиатур органно-фортепианного типа выборного аккордеона // Народные инструменты: История, теория, проблемы и перспективы сборник статей. — Вып. 1. — Тамбов : Тамбовский государственный музыкально педагогический институт им. С. В. Рахманинова. — 2010. — С. 56-64

18.	Кравцов Н. А. Об исполнении аккордеонистами баянных сочинений А. Л. Репникова // Репников Альбин. Музыка на века сборник статей и материалов / под научной редакцией С. В. Семакова. — Петрозаводск, 2010. — С. 77-84

19.	Кравцов Н. А. Таблицы аппликатур гамм, аккордов и арпеджио для готово-выборного аккордеона: учеб. пособие / Н. А. Кравцов; Министерство культуры РФ, Санкт-Петербургский государственный университет культуры и искусств, факультет искусств, каф. нар. инструментов; нотограф. работы С. Альгина. — СПб. : Изд. СПбГУКИ, 2012. — 148с.

20.	Кравцов Н. А. Эволюция клавиатурных систем хроматических гармоник // Актуальные вопросы исполнительства на русских народных инструментах: Сборник статей по материалам Всероссийских научных чтений, посвященных творчеству И. Я. Паницкого / Отв. ред. А. Е. Лебедев — Саратов: СГК им. Л. В. Собинова, 2018. — 138 с С. 43-54

21.	Пат. на изобретение № 2692430, СПК G10D 11/00 (2019/02). Способ извлечения звука в пневматическом язычковом музыкальном инструменте и голосовая планка звукообразующего устройства пневматического язычкового музыкального инструмента для осуществления способ / Н. А. Кравцов; заявитель и патентообладатель Кравцов Николай Александрович — № 2018114015 заявлено 16.04.2018; опубликовано 24.06.2019. Бюллетень № 18. — 14 с.: ил.

22.	Кравцов Н. А. Отражение идеи сохранения нематериального наследия в процессах эволюции хроматических клавиатур гармоник// Научна поредица «Културно-историческо наследство: опазване, представяне, дигитализация», Том 5, брой 2 (7)/2019. — Велико Търново, България, страници 21-34. — ISSN: 2367-8038.

23.	Кравцов Н. А. О трех клавиатурах в подготовке аккордеонистов в образовательной системе/ Актуальные проблемы совершенствования программ непрерывного образования: школа — колледж — вуз — послевузовское образование в сфере искусства : материалы международной научно-методической конференции Казахской национальной академии искусств им. Т. К. Жургенова. — Алматы: КазНАИ им. Т. К. Жургенова, 2020. — 149 с. С.36-45.

24.	Кравцов Н. А. Эволюция хроматических клавиатур гармоник: методическая разработка / Н. А. Кравцов. — СПб.: Изд-во СПбГИК, 2019. −25 с.

25.	Кравцов Н. А. Эволюция хроматических клавиатур гармоник и их место в традиционной музыке славянских народов // Актуальные проблемы высшего музыкального образования. 2020. № 1 (55). С. 35-43.

26.	Кравцов Н. А. Технический минимум в учебном процессе: учебное пособие / Н. А. Кравцов. — Санкт-Петербург : СПбГИК, 2020. — 164 с.

27.	Кравцов Н. А. Эволюция хроматических клавиатур гармоник и их место в сохранении академических традиций образования. Вестник Академии Русского балета им. А. Я. Вагановой. 2020.66(1):135-151.

28.	Кравцов Н. А. Классификация систем хроматических клавиатур клавишных музыкальных инструментов. Вестник Академии Русского балета им. А. Я. Вагановой. 2020. 69(4):96-110.

29.	Кравцов Н. А. Эргономика выборной органно-фортепианной клавиатуре аккордеона. Проблемы теории и истории исполнительства//В сб. Актуальные проблемы высшего музыкального образования, № 3 [57] 2020, DOI: 10.26086/NK.2020. 57.3.006. С,39 — 45

## Список научных трудов и статей других авторов о клавиатуре Кравцова
1.Алексеев Г. «Слушать не устану» //Смена .7 мая. Об инструменте придуманном преподавателем ЛГИК им. Н. К. Крупской Н. А. Кравцовым.
2. Альгин С. А. Конструкции готово выборных клавиатур русских и зарубежных мастеров / Материалы научно практической конференции Русские народные инструменты в образовательном процессе «История и будущие» 24 декабря — Петрозаводск: Издательство Петрозаводской гос. консерватории им. А. К. Глазунова, 2012
3. Альгин С. А. Готово-выборный аккордеон в современных образовательных системах // Karīne Laganovska, Svetlana Iljina // ART AND MUSIK IN CULTURAL DISCORSE Proceedings of the 1st International Scientific and Practical Conference, September 28th29th, Rёzeknes Augstskola. Rёzekne, 2012. — S.6978 (Латвия).
4.Альгин С. А. Заметки о клавиатурах системы Н. А. Кравцова / Народник, 2013, № 1 (81). С. 3438
5.Альгин С. А. Заметки о клавиатурах системы Н. А. Кравцова / Народник, 2013, № 1 (81). С. 3438
7. Альгин С. А. Позиционный принцип обучения в системе подготовки профессиональных аккордеонистов. / С. А Альгин // Закономерности развития науки в современном обществе. Сборник статей Международной научно-практической конференции, 2930 марта 2013. 4. 2. — Уфа : РицБашГу, 2013. — С. 5257
8. Альгин С. А. «Позиционный принцип» в обучении клавишного аккордеониста / Материалы IX Международной научно-практической конференции «Музыка в современном мире: наука, педагогика, исполнительство», 1 февраля — Тамбов: Тамб. Гос. Муз.пед. инт им. С. В. Рахманинова, 2013. — С.194201
9. Альгин С. А. Позиционный принцип в практике обучения игре на клавиатуре органно-фортепианного типа // Karīne Laganovska, Svetlana Iljina // ART AND MUSIK IN CULTURAL DISCORSE Proceedings of the 2st International Scientific and Practical Conference, September 19th21th, Rёzeknes Augstskola. Rёzekne, 2013. — S.7380 (Латвия).
10. Басурманов А. П. Справочник баяниста. / Общ. Ред. Н. Я. Чайкина. — Москва: Советский композитор, 1982. — 360 с. (Н. А. Кравцов — С.152, 240).
11. Басурманов А. П. Справочник баяниста. / Под общей редакцией Н. Я. Чайкина. — 2е изд., исправл. и дополн. — Москва: Сов. композитор, 1987. — 424 с. (Н. А. Кравцов — С.170, 177)
12. Басурманов А. П. Баянное и аккордеонное искусство. Справочник. / Под общ. Ред. Н. Я. Чайкина: Москва: «Кифара», 2003. — 558 с., .ил.; (Н. А. Кравцов — С. 74, 190, 196, 199, 209, 212, 215, 221, 226, 228, 254, 349, 359, 401, 406409)
13.Борисенко Э. Аккордеон и его модификации. // Об органной и клавирной музыке И. С. Баха и некоторых особенностях исполнения её на аккордеоне. — Донецк : ООО «Лебедь», 2001. — С. 7579
14. Буханцев В. Успех дебютантов // За кадры советской культуры. 1977. 31 марта(№ 11). С. 2. (О концерте студентов инта в Ленинградском доме художественной самодеятельности оркестр баянистов ансамбль гармоник худ. руководитель Н. А. Кравцов).
15.Васильченко О. Профессиональное мастерство требует совершенствования. / О. Васильченко. // Оренбуржье музыкальное. — 2014. № 2. — С. 7880 (О мастерклассе Н. А. Кравцова — создателе уникального аккордеона — в Центре дополнительного профессионального образования)
16. Высокая оценка // За кадры советской культуры. — 1981. — 19 янв. (№ 2). — С. 1 (О гастролях преподавателей института Н. А. Кравцова, М. Сенчурова и успехе концертов в городах Норвегии).
17. Дмитриева Е. Международная школа аккордеона. / Е. Дмитриева, Н. Федоровская // Зеркало: пилотный выпуск. — 2001. — № 1. — С.3; фото Н. А. Кравцова
18. Иванов П. Концерт советской музыки // За кадры советской культуры. — 1976. № 8 (818). — 15 марта. — С. 1. (О выступлении преподавателя каф. Народных инструментов в камерном зале с обширной концертной программой).
19.. Имханицкий М. И. История баянного и аккордеонного искусства: учеб. пособие — Москва: Издво Рос. акад. музыки им. Гнесиных, 2006. — 519 с.: ил. (О Н. А. Кравцове с фото С.324)
20. Имханицкий М. И. История исполнительства на русских народных инструментах. Учеб. пособие для муз. вузов и учщ. Изд.2, переработанное и дополненное М.: РАМ им. Гнесиных, 2018, 640с., ил., нот. ил. — С.429, 524.
21. ER PETTA PED SEM KOMA SKAL? EKKI BVLTIND HELD PROUNI. / Professor Nikolai Krawtzow // HAR MONIKAN. — 2. TOLUBLAD 19971998. 12. ARDANCUR. — S. 8
22. Катеринкина Л. На главном направлении // За кадры советской культуры. — 1981. — 16 фев. (№ 5). — С. 2 (О создателе музыкального инструмента Н. А. Кравцове).
23. Кафедра народных инструментов. Зав. кафедрой Кравцов Николай Александрович // СанктПетербургская государственная академия культуры. LXXX. К 80летию со дня основания. — СанктПетербург : Культинформ пресс, 1998. — С. 117121
24. Квочко К. «ESSeQUINTET» снова первые! // Газета СПбГУКИ. 2011. Май (№ 11). С. 9. (О победе инструментального ансамбля «ESSeQUINTET» (кафедра народных инструментов, класс ансамбля профессора Н. А. Кравцова) в международном музыкальном конкурсе в г. Клингентале).
25. Кекля, В. Интересный концерт / В. Кекля // За кадры советской культуры. 1978. 24 апр.(№ 12). С. 2. (О концерте студентов класса Н. А. Кравцова кафедры народных инструментов).
26. Кравцов Николай Александрович. // «Золотой талант». Стипендиально-премиальная программа. 20042005. — Москва: Общественный фонд содействия развития исполнительского искусства. Русское исполнительское искусство, 2005. — С.6869
27. Кравцов Н. О его модернизации органно-фортепианной клавиатуры аккордеона. // Музыкальные инструменты. — 2006. — Осень. — С. 6
28. Кравцову Николаю Александровичу Конкурсная юмореска. // Борис Егоров. Метровые стихи и мысли : моим дорогим родным, друзьям и коллегам. — Москва, 2006. — С. 151 ; фото
29. Крауцов Мікалаi Аляксандравіч. // Мікола Нікалаеу. Беларускi Пецярбург. — СанктПетербург, 2009. С. 454
30. Махновская И. «Страна друзей»//За кадры советской культуры" . 17 янв. (№ 21) с.4 (о поездке ансамбля студентов «Гармоник», ансамбля кафедры дирижирования и преподавателей ЛГИК по ПНР)
31. Мирек А. «Гармоника. Прошлое и настоящее» научно-историческая энциклопедическая книга. Москва .534 с. О Н. А. Кравцовестр.132, 183,196, 198, 309. 329, 503, 512.
32. Мирек А. Из истории аккордеона и баяна: возникновение, производство, усовершенствование и распространение гармоники. / А. М. Мирек — Москва: Музыка, 1967—196 с. (О Н. А. Кравцове: С. 180).
33. Мирек А. Гармоника. Прошлое и настоящее. Научно-историческая энциклопедическая книга. / Альфред Мирек — Москва. «Интерпракс», 1994. — 534 с. (О Н. А. Кравцове С. 113, 132, 196, 198, 309, 329, 503, 512)
34. Михайлов Ю. «Награда союза композиторов Азербайджана» " //«За кадры советской культуры» . 19 фев. (№ 5) с.12 (о награждении студента Г. Алексеева науч. рук Н. А. Кравцов -за работу «Усовершенствование игровых площадок клавиш клавиатуры для промышленного образца аккордеона „Аврора“»)
35. Перцовский М. «Аврора» в Вильнюсе"//За кадры советской культуры" . 26 ноября (№ 31) с.1 (о первом Вильнюсском фестивале аккордеонной музыки. От Ленинграда, преподаватель инта Н. А. Кравцов исполнил программу на аккордеоне собственной конструкции)
36. Петриченко О. «Новая гармоника» //Огонек . № 33 с 12 (о создании Н. А. Кравцовым клавиатуры для аккордеона)
37.Рыбакова Э. Аккордеон по кругу / Э. Рыбакова // Смена. — 1990. — 26 июня. (Об ученике Н. А. Кравцова — Ю. П. Смирнове — худ. руководитель ВК Профтехобразования — рук. оркестра баянистов и аккордеонистов)
38. Свидетельство на полезную модель № 20984. Клавишный механизм пневматического язычкового клавишного музыкального инструмента. Дмитриев Владимир Владимирович. Кравцов Николай Александрович. По заявке № 2000133282. Дата поступления 27.12.2000. Приоритет от 27.12.2000. Зарегистрировано в Государственном реестре полезных моделей Российской Федерации. Москва, 10 декабря .
39.Свидетельство на полезную модель № 20983. Клавишный механизм пневматического язычкового клавишного музыкального инструмента. Дмитриев Владимир Владимирович. Кравцов Николай Александрович. По заявке № 2000133280. Дата поступления 27.12.2000. Приоритет от 27.12.2000. Зарегистрировано в Государственном реестре полезных модел39. Сибирцева П. «Стать Музыкантом -вот что главное»// Газета СПбГУКИ . ноябрь № 5 с. 2, 11 (интервью с зав. кафедрой народных инструментов Н. А. Кравцовым ученики которого завоевали награды в престижных международных конкурсах)
40. Rebane H/ Kravtsov Nikolai. // EESTI MUUSIKA. Blog — Raafiline. LEKSIKON. 2 kolde. N — V. — , 2008. S. 591
41. Филимонов А. «Аккордеон по имени „Виктория“»// СанктПетербургский курьер .№ 4 с. 5 (статья об изобретении музыканта и педагога Н. А. Кравцова нового инструмента, который был назван «Виктория». С этим инструментом студенты СПбГИК выступили на международном конкурсе аккордеонистов в Италии под руководством Н. А. Кравцова)
42.Цзо Цянь. О художественно-выразительных возможностях аккордеона с выборной клавиатурой органно-фортепианного типа / Д. А. Нестеренко, Цзо Цянь // Приношение кафедре народных инструментов : сб. ст. / Мво культуры РФ, С.Петерб. гос. унт культуры и искусств, фак. искусств, каф. нар. инструментов; ред., сост., авт. вступ. ст. Г. И. Андрюшенков, Н. А. Кравцов. — СПб. : Издательство СПбГУКИ, 2013. — С. 130—138
43. Цзо Цянь. Условия реализации художественн-отворческого
и педагогического потенциала инновационных эргономических свойств аккордеонных клавиатур. Специальность — теория и методика обучения и воспитания (музыка)Автореферат диссертации на соискание ученой степени кандидата педагогических наук. СанктПетербург. 2013
44.Ястребов Ю. Г. Интервью с Н. А. Кравцовым, зав. кафедрой народных инструментов СПбГУКИ // Народник. — 1992. № 4. — С. 17
45.Ястребов Ю. Г. О Н. А Кравцове — создателе первой и единственной в России Международной Школы аккордеона — Народник. — 1999. № 1. — С. 21
46. Ястребов Ю. Г. «В единстве — наше будущее»//Продолжение следует… СанктПетербург. Издательство политех. унта., . с.152160. (интервью с Н. А. Кравцовым зав. каф. народных инструментов)
47.Ястребов Ю.Г. «Итальянские аккордеоны в России» //Продолжение следует… СанктПетербург. Издательство политех. унта., . с.165173 (о Н. А. Кравцове — создателе первой и единственной в России международной школы аккордеона)
48.Ястребов Ю.Г. «Цель жизни» (штрихи к портрету рыцаря аккордеона) //Продолжение следует… СанктПетербург. Издательство политех. унта., . с.163164 (о Н. А. Кравцове зав. каф. народных инструментов, искусствоведе и его учениках)
49.Николай Александрович Кравцов: биогр. науч. и пед. деятельности / Мво культуры РФ, С.Петерб. гос. инт культуры, фак. искусств; под общ. ред. Н. А. Кравцова; ред.сост. С. А. Владимирова. — СанктПетербург: СПбГИК, 2016. (Серия «Деятели науки и культуры СПбГИК») / редкол. А. А. Пономарев (гл. ред.) и др.; Вып. 5.